# Parel van Karel I
De Parel van Karel I (Engels: Charles I Pearl) was een grote parel.

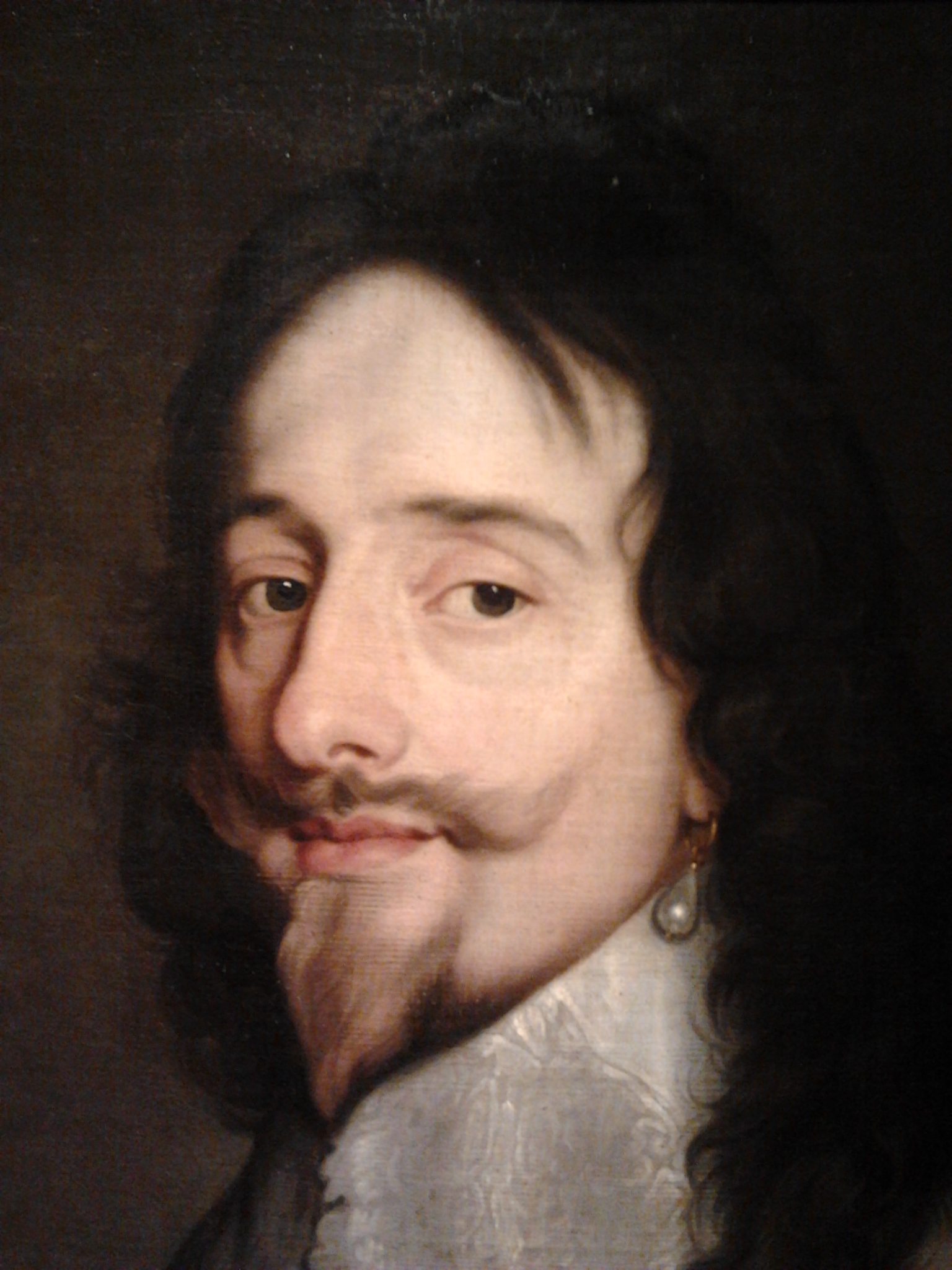
Detail van een portret van Karel I met parel in het oor

Koning Karel I van Engeland droeg, zoals in zijn tijd voor heren mode was, een parel in het linkeroor. De parel is op een aantal portretten van Anthony van Dyck goed te zien.
George Frederick Kunz en Charles Hugh Stevenson citeren in hun boek een zekere Janin, volgens deze bron droeg de koning de parel ook tijdens zijn executie en "drongen de omstanders zo gauw als het hoofd gevallen was voorwaarts, gereed om hun handen met bloed te besmeuren teneinde het koninklijke juweel buit te maken". G. Kunz betwijfeld of de koning de parel op het schavot heeft gedragen.
Abernathyparel ·
Parel van Bao Dai · 
La Pelegrina · 
Gogibus ·
Shah Sofi ·
La Peregrina ·
Sara/Tavernier/Shaista Khan · 
Parel van Allah ·
Parel van Karel I ·
Parel van Karel II ·
Jomonparel · 
Greshamparel ·
La Reine des Perles ·
Abernathyparel · 
La Huerfana · 
De Hopeparel · 
Imperial Hong Kong Pearl ·
La Régente ·
Parel van Koeweit ·
Manciniparels · 
Drexelparel ·
De Parel van Azië · 
Arco-Valleyparel · 
Christopher Walling Abaloneparel · 
Survivalparel · 
Oviedoparel ·
Queen/Patersonparel